# Васильківська вулиця (Київ)
Василькі́вська ву́лиця — вулиця в Голосіївського району міста Києва, місцевості Деміївка, Голосіїв. Пролягає від Голосіївської площі до проспекту Академіка Глушкова.
Прилучаються Голосіївський проспект (двічі), вулиці Михайла Стельмаха, Маричанська, Оріхуватська, вулиці Рея Бредбері, Сумська, Юлії Здановської та Василя Жуковського, провулки Ужгородський, Задорожний, Леопольда Ященка, Коломийський, Любомира Бордуна та Васильківська площа.

## Історія
Вулиця виникла у XIX ст. на Васильківському шляху — дорозі в напрямку на Васильків. Була фактичним продовженням Великої Васильківської вулиці (у 1919—2015 роках — Червоноармійської вулиці), що пролягала від Бессарабки до меж Києва поблизу нинішньої Либідської площі. 1923 року територія Голосієва ввійшла до меж Києва, у другій половині 1920-х років отримала назву Велика Васильківська вулиця (або Велика Васильківська вулиця на Сталінці).
Сучасна назва — з 1944 року. У 1957 році частина Васильківської вулиці увійшла до проспекту 40-річчя Жовтня (нині — Голосіївський проспект), складала його відрізок від Автовокзальної (тепер — Деміївська площа) до Голосіївської площі, відтоді у сучасних межах. Стару забудову ліквідовано у 1950–70-ті роки.
У 2007—2011 роках під вулицею прокладено тунелі Оболонсько-Теремківської лінії Київського метрополітену. У 2010 році відчинились станції «Голосіївська» та «Васильківська», а за рік — «Виставковий центр».

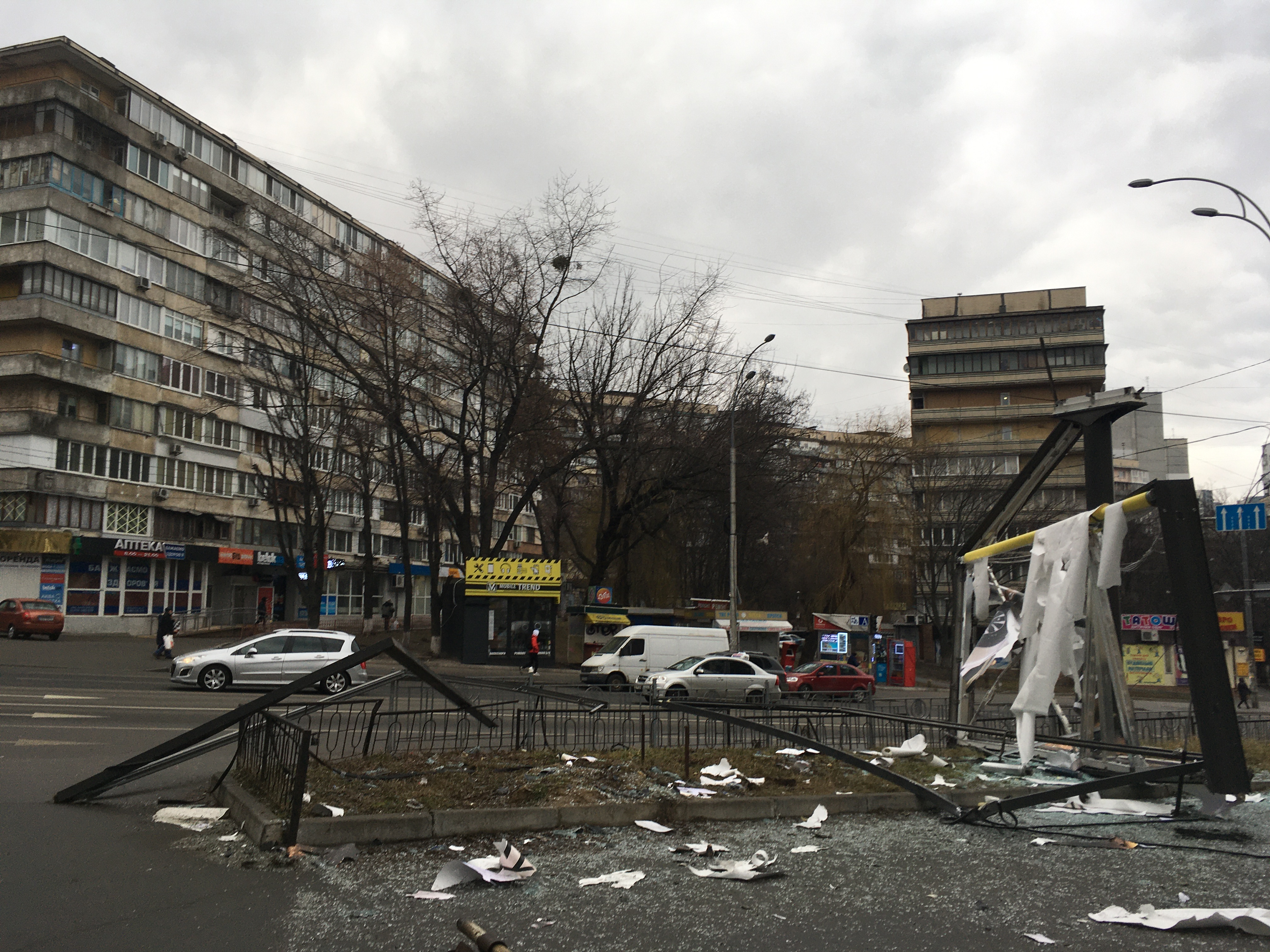
Білборд на вулиці Васильківська, вражений фрагментами авіаційної протирадіолокаційної ракети Х-31П в першу годину після оголошення Владіміром Путіним про початок «спеціальної воєнної операції», 24 лютого

На початку російського вторгнення в Україну 24 лютого 2022 року в районі будинку № 3 на Васильківській вулиці впала збита протирадарна ракета класу «повітря — земля» Х-31П збройних сил РФ. Це був перший зафіксований випадок враження житлових районів Києва в період активної фази російсько-української війни. У результаті інциденту ніхто не постраждав, було розтрощено рекламний борд і вибито шибки в сусідніх будівлях.

## Установи та заклади

### Непарна сторона
- Редакція журналу «Театрально-концертний Київ» (буд. № 1)
- Відділення зв'язку № 40 (буд. № 7/7)
- Факультети юридичний та землевпорядкування НУБіП України (буд. № 17)
- Інститут фізіології рослин і генетики НАН України (буд. № 31/17)
- Інститут захисту рослин НААН України (буд. № 33)
- Міський центральний протитуберкульозний диспансер (буд. № 35)
- Інститут водних проблем і меліорації НААН України (буд. № 37)
- Дошкільний навчальний заклад № 402 (буд. № 39)
- Інститут експериментальної патології, онкології і радіобіології імені Р. Є. Кавецького НАН України (буд. № 45)
- Дошкільний навчальний заклад № 340 (буд. № 47)

### Парна сторона
- Дошкільний навчальний заклад № 198 «Берізка» (буд. № 10)
- Загальноосвітня школа № 15 з поглибленим вивченням англійської мови (буд. № 12-А)
- ДВНЗ «Київський транспортно-економічний коледж» (буд. № 20)
- Центр Здорової Спини та Суглобів (буд. № 30)
- Інститут післядипломної освіти Київського національного університету імені Тараса Шевченка (буд. № 36)
- Відділення зв'язку № 22 (буд. № 38)
- Навчально-науковий інститут «Інститут геології»
КНУ ім. Т. Шевченка (буд. № 90)
- Інститут менеджменту та фінансів при КНУ імені Тараса Шевченка (буд. № 90-А)

## Зображення

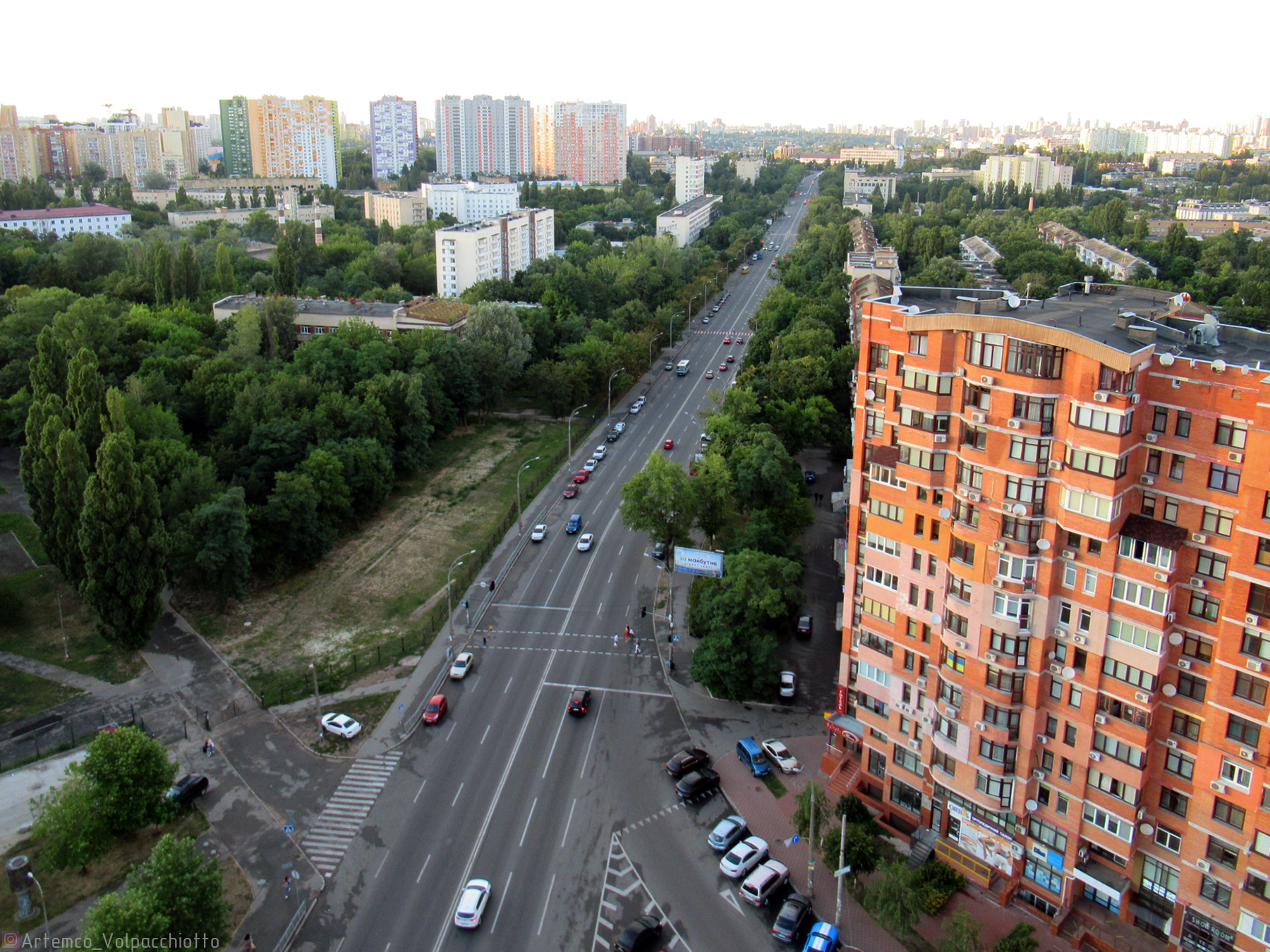
вул. Васильківська від кінця поблизу прилучання до проспектів Голосіївського і Глушкова
Меморіальна дошка на будинку № 30 (втрачена)
Меморіальна дошка на будинку № 31/17
Меморіальна дошка на будинку № 45